# Cercopithecini
I Cercopitecini (Cercopithecini Gray, 1821) o Cercopitechi sono una tribù di scimmie del vecchio mondo della famiglia Cercopithecidae, sottofamiglia Cercopithecinae.
Comprendono 34 specie raggruppate in 5 generi e sono caratterizzati dal muso poco pronunciato e dalla lunga coda. È presente un moderato dimorfismo sessuale, con i maschi più grandi delle femmine. Vivono nell'Africa subsahariana in gruppi; quasi tutte le specie sono arboricole e si nutrono soprattutto di frutti.

## Sistematica
- Genere Allenopithecus
  - Allenopithecus nigroviridis - cercopiteco di palude
- Genere Allochrocebus
  - Allochrocebus lhoesti - cercopiteco barbuto
  - Allochrocebus preussi - cercopiteco di Preuss
  - Allochrocebus solatus - cercopiteco barbuto del Gabon
- Genere Cercopithecus
  - Cercopithecus albogularis - cercopiteco a gola bianca
  - Cercopithecus ascanius - cercopiteco nasobianco del Congo
  - Cercopithecus campbelli - cercopiteco di Campbell
  - Cercopithecus cephus - cefo
  - Cercopithecus denti - cercopiteco coronato di Dent
  - Cercopithecus diana - cercopiteco diana
  - Cercopithecus doggetti - cercopiteco argentato
  - Cercopithecus dryas - cercopiteco dryas
  - Cercopithecus erythrogaster - cercopiteco dal ventre rosso
  - Cercopithecus erythrotis - cercopiteco dalle orecchie rosse
  - Cercopithecus hamlyni - cercopiteco di Hamlyn
  - Cercopithecus kandti - cercopiteco dorato
  - Cercopithecus lomamiensis (Hart et al., 2012) lesula[1]
  - Cercopithecus mitis - cercopiteco dal diadema
  - Cercopithecus mona - cercopiteco mona
  - Cercopithecus neglectus - cercopiteco di Brazzà
  - Cercopithecus nictitans - cercopiteco nasobianco maggiore
  - Cercopithecus petaurista - cercopiteco nasobianco minore
  - Cercopithecus pogonias - cercopiteco coronato
  - Cercopithecus roloway - cercopiteco roloway
  - Cercopithecus sclateri - cercopiteco di Sclater
  - Cercopithecus wolfi - cercopiteco coronato di Wolf
- Genere Chlorocebus -
  - Chlorocebus aethiops - cercopiteco grigioverde
  - Chlorocebus cynosuros - cercopiteco Malbrouck
  - Chlorocebus djamdjamensis - cercopiteco delle montagne Bale
  - Chlorocebus pygerythrus - cercopiteco verde
  - Chlorocebus sabaeus - cercopiteco gialloverde
  - Chlorocebus tantalus - cercopiteco tantalo
- Genere Erythrocebus
  - Erythrocebus patas - eritrocebo
- Genere Miopithecus
  - Miopithecus talapoin - cercopiteco nano del sud
  - Miopithecus ogouensis - cercopiteco nano del nord